# Ernst Fischer (Lithograf)
Ernst Georg Fischer, auch Georg Ernst Fischer (* 6. November 1815 in Coburg, Sachsen-Coburg-Saalfeld; † 22. September 1874 ebenda), war ein deutscher Porzellan-, Genre- und Porträtmaler, Lithograf und Radierer.

## Leben
Fischer, Sohn eines Porzellanmalers, erhielt eine Ausbildung in Coburg, als Porzellanmaler bei Carl Schmidt und beim coburgischen Hofmaler Friedrich Johann Georg Rauscher. Vielleicht studierte er ab 1831 an der Technischen Bildungs-Anstalt Dresden. In den Jahren 1834/35 war er Schüler der Kunstakademie Dresden. Anschließend hielt er sich in Antwerpen und Paris auf, ehe er sich um 1843 in Dresden niederließ. Wohl aus politischen Gründen wanderte er 1848 nach Baltimore aus. Dort war er als Maler, Kopist und Lehrer tätig. Einer seiner Schüler war Frank Blackwell Mayer (1827–1899). Fischer beteiligte sich an Ausstellungen in der Maryland Historical Society, der National Academy of Design, der American Art-Union und der Washington Art Association. Etwa 1855 kehrte er nach Deutschland zurück. Zunächst leitete er das Atelier der Schmidtschen Porzellanmalerei in Bamberg. Um 1857 ließ er sich dauerhaft in Dresden nieder. Er starb im Alter von 58 Jahren bei einem vorübergehenden Aufenthalt in seiner Vaterstadt.

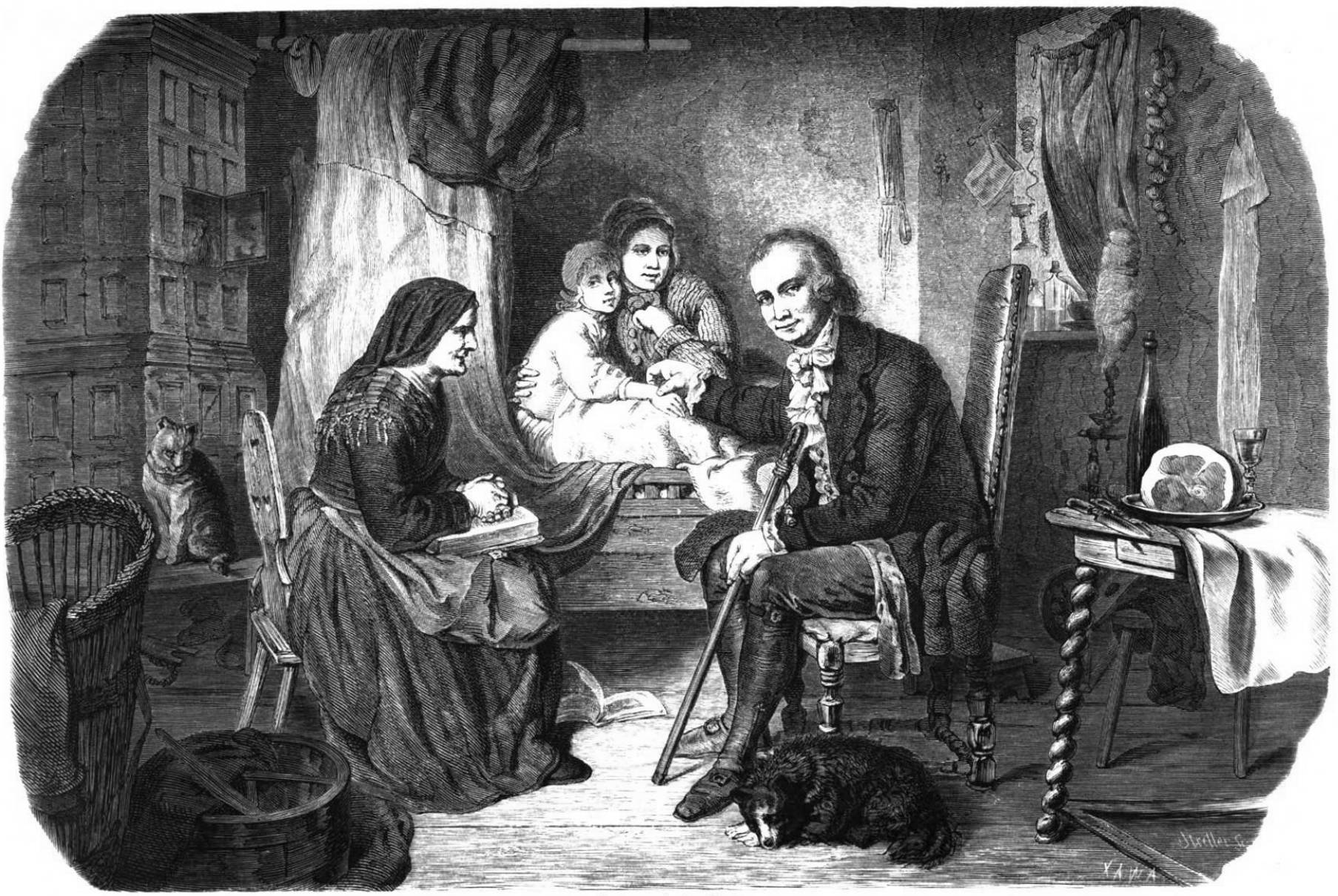
Das genesende Kind, Illustration in der Zeitschrift Die Gartenlaube, 1865

Fast in seiner gesamten künstlerischen Karriere betätigte sich Fischer als Kopist und Lithograf. Dies bildete wohl seine Haupteinnahmequelle. In Baltimore fertigte er kleinformatige Porträts sowie biedermeierlich anmutende Genreszenen und Interieurs, reichlich mit Möbeln und dekorativem Zierrat ausgestattet und belebt von einer Fülle von Figuren, die bei der bürgerlichen Mittelschicht sehr beliebt waren. Der wichtigste Sammler der Stadt, Thomas Edmondson (1808–1856), soll rund 30 seiner Werke besessen haben. Nach der Rückkehr nach Dresden entstanden Genreszenen wie Die eingetretene Genesung (um 1860), Die Heimkehr von der Jagd (1862), Der erzählende Schäfer (1864) oder Zum Festtage (1874), ferner das Aquarellbildnis der Wilhelmine von Türke, geborene von Uttenhoven, sowie eigene Radierungen (Von der Donauregulierung).
Fischer war der Vater des Bildhauers Bruno Fischer.